# Lotta greco-romana ai Giochi della XV Olimpiade - Pesi massimi
La competizione della categoria pesi massimi (oltre 87 kg) di lotta greco-romana dei Giochi della XV Olimpiade si è svolta dal 24 al 27 luglio 1952 al Töölö Sports Hall di Helsinki.

## Formato
Ad ogni incontro venivano assegnate le seguenti penalità:
- 0 = Al vincitore per schienata
- 1 = Al vincitore per decisione (verdetto di tre giudici)
- 3 = Allo sconfitto

Con cinque penalità o più il lottatore veniva eliminato.
I tre lottatori rimasti disputavano un torneo finale con i risultati acquisiti nel precedenti turni.

## Risultati
| Legenda                                  | Legenda |
| ---------------------------------------- | ------- |
| Lottatore con 5 penalità o più Eliminato |         |

### 1º Turno
Si è disputato il 24 luglio.
| Vincitore           | Pen. | Risultato   | Sconfitto      | Pen. |
| ------------------- | ---- | ----------- | -------------- | ---- |
| Willi Waltner       | 0    | Per forfait | K. Richmond    | -    |
| Antonios Georgoulis | 0    | Schienata   | Adolfo Ramírez | 3    |
| Tauno Kovanen       | 1    | 3:0         | Alexandru Şuli | 3    |
| Josef Růžička       | 0    | Schienata   | József Kovács  | 3    |
| Johannes Kotkas     | 0    | Per forfait | A. Baarendse   | -    |
| Bengt Fahlkvist     | 0    | Schienata   | Guido Fantoni  | 3    |

### 2º Turno
Si è disputato il 25 luglio.
| Vincitore       | Pen. | Risultato | Sconfitto           | Pen. |
| --------------- | ---- | --------- | ------------------- | ---- |
| Willi Waltner   | 1    | 3:0       | Antonios Georgoulis | 3    |
| Tauno Kovanen   | 2    | 3:0       | Adolfo Ramírez      | 6    |
| Alexandru Şuli  | 4    | 2:1       | József Kovács       | 6    |
| Guido Fantoni   | 4    | 2:1       | Josef Růžička       | 3    |
| Johannes Kotkas | 0    | Schienata | Bengt Fahlkvist     | 3    |

### 3º Turno
Si è disputato il 26 luglio.
| Vincitore       | Pen. | Risultato | Sconfitto           | Pen. |
| --------------- | ---- | --------- | ------------------- | ---- |
| Tauno Kovanen   | 3    | 3:0       | Willi Waltner       | 4    |
| Alexandru Şuli  | 5    | 3:0       | Antonios Georgoulis | 6    |
| Josef Růžička   | 3    | Schienata | Bengt Fahlkvist     | 6    |
| Johannes Kotkas | 0    | Schienata | Guido Fantoni       | 7    |

### 4º Turno
Si è disputato il 26 luglio.
| Vincitore       | Pen. | Risultato | Sconfitto     | Pen. |
| --------------- | ---- | --------- | ------------- | ---- |
| Josef Růžička   | 3    | Schienata | Willi Waltner | 7    |
| Johannes Kotkas | 0    | Schienata | Tauno Kovanen | 6    |

### Turno finale
Si è disputato il 27 luglio.
| Vincitore       | Pen. | Risultato | Sconfitto     | Pen. |
| --------------- | ---- | --------- | ------------- | ---- |
| Johannes Kotkas |      | Schienata | Tauno Kovanen |      |
| Josef Růžička   |      | Schienata | Tauno Kovanen |      |
| Johannes Kotkas |      | Schienata | Josef Růžička |      |

1. ↑  Disputato nel 4º turno

## Classifica finale
| Pos.    | Atleta              | Nazione          | V.S. |
| ------- | ------------------- | ---------------- | ---- |
| Oro     | Johannes Kotkas     | Unione Sovietica | 2-0  |
| Argento | Josef Růžička       | Cecoslovacchia   | 1-1  |
| Bronzo  | Tauno Kovanen       | Finlandia        | 0-2  |
| 4       | Willi Waltner       | Germania         |      |
| 5       | Alexandru Şuli      | Romania          |      |
| 6       | Antonios Georgoulis | Grecia           |      |
| 6       | Bengt Fahlkvist     | Svezia           |      |
| 8       | Guido Fantoni       | Italia           |      |
| 9       | József Kovács       | Ungheria         |      |
| 10      | Adolfo Ramírez      | Argentina        |      |
| -       | K. Richmond         | Gran Bretagna    |      |
| -       | A. Baarendse        | Belgio           |      |